# Герб Люблінського воєводства (Річ Посполита)
Герб Люблінського воєводства (пол. Herb Województwa Lubelskiego) — офіційний символ Люблінського воєводства Речі Посполитої.
Воєводство утворено у 1474 році у складі Малопольської провінції Королівства Польського. Ліквідовано у зв'язку з третім поділом Польщі у 1795 році.

## Опис
У виданні польського літописця Яна Длугоша «Insignia seu clenodia Regis et Regni Poloniae» наводиться такий опис:
Земля Люблінська має в полі червоному рогатого оленя в стрибку, шию якого прикрашає золота корона.

## Історія
Герб воєводства схожий на польський шляхетськийгерб Брохвич. Однак вважається, що він походить із Сілезії, хоча точних відомостей про це немає. Олень також може походити із середньовічної символіки, пов'язаної з культами святих — покровителів мисливців — Губерта Льєжського та великомученика Євстафія.
Вперше зображення оленя згадується як символ Люблінської землі у середині XIV століття. Пізніше зображення оленя з короною стало офіційним гербом нового Люблінського воєводства, створеного в 1474 указом короля Казимира IV на територіях, відокремлених від Сандомирського воєводства.

Люблінський олень з короною зустрічається на королівських печатках Сигізмунда I та Сигізмунда II Августа.

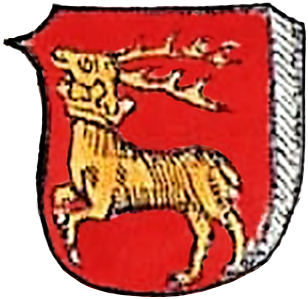
Герб воєводства зі Статуту Ласького, 1506
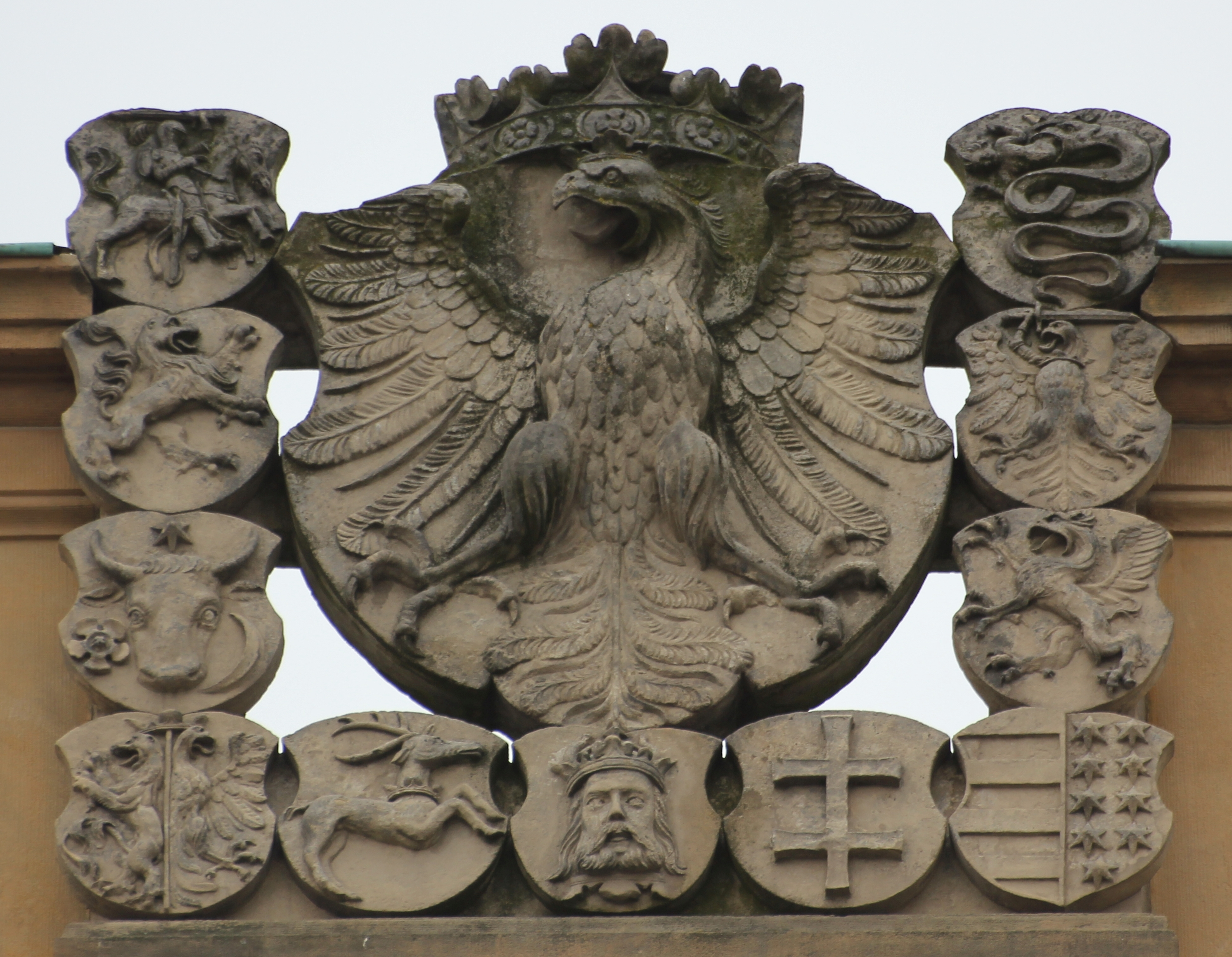
Герб на воротах замку в Бжезі в Нижній Сілезії, збудованого у 1554-1560 роках
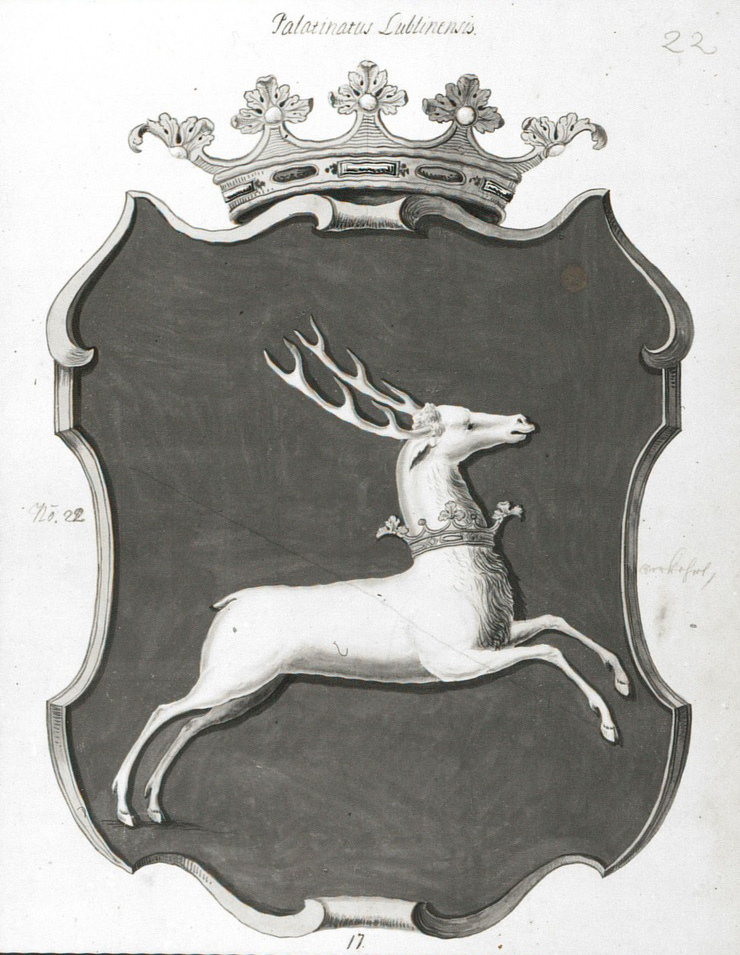
Малюнок герба, 1720
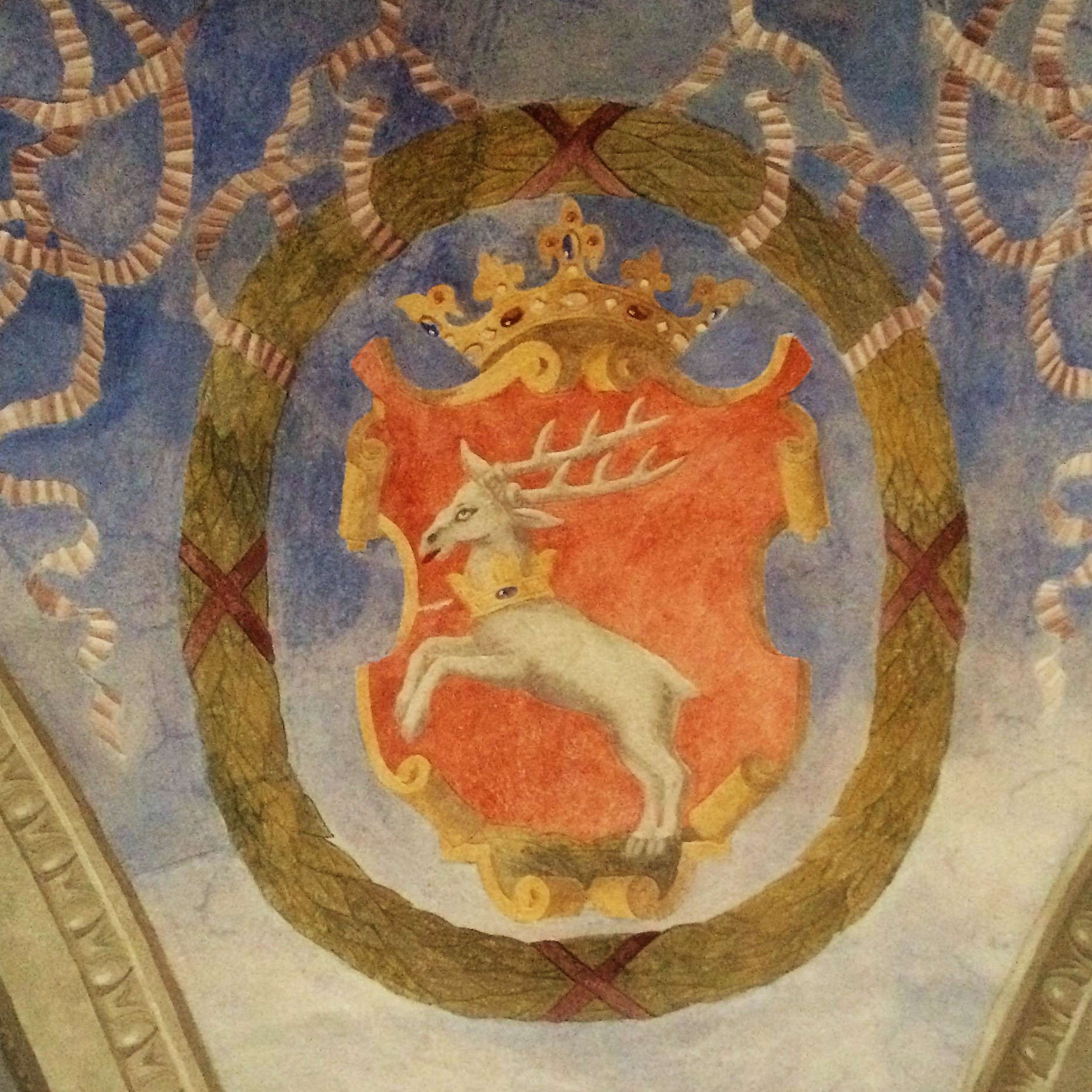
Герб у Посольській залі Королівського замку Варшави, після 1720 року
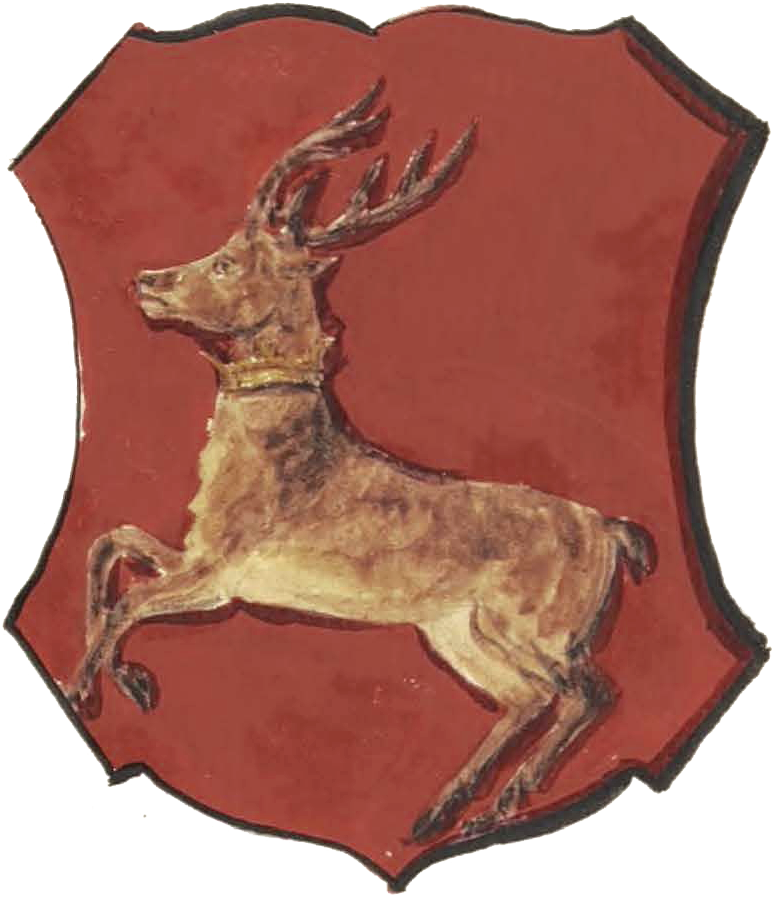
Малюнок герба з гербовника 1875 року